# MTV Video Music Awards 1988
Die Verleihung der MTV Video Music Awards 1988 fand am 7. September 1988 statt. Verliehen wurde der Preis an Videos, die vom 2. Mai 1987 bis zum 1. April 1988 ihre Premiere hatten. Die Verleihung fand im Universal Amphitheatre, Universal City, Kalifornien, statt. Moderator war Arsenio Hall. Damit verabschiedete sich dei Show von dem Konzept, mehrere Moderatoren zu haben, wie es noch in den Vorjahren üblich war. Arsenio Hall blieb vier Jahre als Moderator den MTV Video Music Awards erhalten.
In diesem Jahr wurden mit Best Heavy Metal Video, Best Rap Video, Best Dance Video und Best Post-Modern Video vier neue Kategorien eingefügt. Gestrichen wurde dafür Best Concept Video. Eine weitere Neuerung war die Änderung der Frist, die sich ab diesem Jahr auf den Zeitraum von Juni bis Juni des jeweilig aufeinanderfolgenden Jahres erstreckte, statt wie bisher von April bis April. Um dies auszugleichen, durften in diesem Jahr Videos aus 14 Monaten nominiert werden.
Gewinner des Abends waren INXS, die fünf Trophäen gewannen und mit neun Nominierungen auch die Nominierungsliste anführten. bei den Nominierungen folgten dicht dahinter George Harrison und U2, die je acht Nominierungen verzeichneten.
Im Vergleich zum Vorjahr wurde die Kategorie Best Overall Performance in a Video gestrichen, während Most Experimental Video in Breakthrough Video umbenannt wurde.

## Nominierte und Gewinner
Die jeweils fett markierten Künstler zeigen den Gewinner der Kategorie an.

### Video of the Year
INXS – Need You Tonight/Mediate
- George Harrison – When We Was Fab
- Bruce Springsteen – Tunnel of Love
- U2 – I Still Haven’t Found What I’m Looking For
- U2 – Where the Streets Have No Name

### Best Male Video
Prince (featuring Sheena Easton) – U Got the Look
- Terence Trent D’Arby – Wishing Well
- George Harrison – Got My Mind Set on You
- Bruce Springsteen – Tunnel of Love
- Steve Winwood – Back in the High Life Again

### Best Female Video
Suzanne Vega – Luka
- Cher – I Found Someone
- Lita Ford – Kiss Me Deadly
- Janet Jackson – The Pleasure Principle
- Jody Watley – Some Kind of Lover

### Best Group Video
INXS – Need You Tonight/Mediate
- Aerosmith – Dude (Looks Like a Lady)
- Eurythmics – I Need a Man
- U2 – I Still Haven’t Found What I’m Looking For
- U2 – Where the Streets Have No Name

### Best New Artist in a Video
Guns N' Roses – Welcome to the Jungle
- The Godfathers – Birth, School, Work, Death
- Buster Poindexter – Hot, Hot, Hot
- Swing Out Sister – Breakout
- Jody Watley – Some Kind of Lover

### Best Concept Video
Pink Floyd – Learning to Fly
- George Harrison – When We Was Fab
- INXS – Need You Tonight/Mediate
- U2 – I Still Haven’t Found What I’m Looking For
- XTC – Dear God

### Best Video From a Film
Los Lobos – La Bamba (aus La Bamba)
- The Bangles – Hazy Shade of Winter (aus Unter Null)
- Bryan Ferry – Kiss and Tell (aus Die grellen Lichter der Großstadt)
- Peter Gabriel – Biko (aus Schrei nach Freiheit)
- Bob Seger – Shakedown (aus Beverly Hills Cop II)

### Breakthrough Video
INXS – Need You Tonight/Mediate
- George Harrison – When We Was Fab
- Squeeze – Hourglass
- Suzanne Vega – Luka
- XTC – Dear God

### Best Stage Performance in a Video
Prince (featuring Sheena Easton) – U Got the Look
- Aerosmith – Dude (Looks Like a Lady)
- Grateful Dead – Touch of Grey
- Elton John – Candle in the Wind (live)
- Roy Orbison – Oh, Pretty Woman (live)
- U2 – Where the Streets Have No Name

### Best Direction in a Video
George Michael – Father Figure (Regie: Andy Morahan und George Michael)
- Eurythmics – You Have Placed a Chill in My Heart (Regie: Sophie Muller)
- Pink Floyd – Learning to Fly (Regie: Storm Thorgerson)
- R.E.M. – The One I Love (Regie: Robert Longo)
- XTC – Dear God (Regie: Nicholas Brandt)

### Best Choreography in a Video
Janet Jackson – The Pleasure Principle (Choreograf: Barry Lather)
- Michael Jackson – Bad (Choreografen: Michael Jackson, Gregg Burge und Jeffrey Daniel)
- Michael Jackson – The Way You Make Me Feel (Choreografen: Michael Jackson und Vincent Paterson)
- Prince (featuring Sheena Easton) – U Got the Look (Choreographer: Cat Glover)
- Sting – We'll Be Together (Choreograf: Barry Lather)

### Best Special Effects in a Video
Squeeze – Hourglass (Special Effects: Jim Francis und Dave Barton)
- Grateful Dead – Touch of Grey (Special Effects: Gary Gutierrez)
- George Harrison – Got My Mind Set on You (Special Effects: John McCallum)
- George Harrison – When We Was Fab (Special Effects: Chris Lyons)
- INXS – Need You Tonight/Mediate (Special Effects: Lynn Maree Milburn)

### Best Art Direction in a Video
Squeeze – Hourglass (Art Directors: Clive Crotty und Mick Edwards)
- George Harrison – When We Was Fab (Art Director: Sid Bartholomew)
- INXS – Need You Tonight/Mediate (Art Director: Lynn Maree Milburn)
- George Michael – Faith (Art Director: Bryan Jones)
- Bruce Springsteen – Tunnel of Love (Art Directors: Howard Cummings und Beth Rubino)

### Best Editing in a Video
INXS – Need You Tonight/Mediate (Editor: Richard Lowenstein)
- INXS – Devil Inside (Editor: Steve Purcell)
- Loverboy – Notorious (Editor: James Haygood)
- Prince (featuring Sheena Easton) – U Got the Look (Editor: Charley Randazzo und Steve Purcell)
- Bruce Springsteen – Tunnel of Love (Editor: Greg Dougherty)

### Best Cinematography in a Video
Sting – We’ll Be Together (Kamera: Bill Pope)
- George Michael – Father Figure (Kamera: Peter Mackay)
- Pink Floyd – Learning to Fly (Kamera: Gordon Minard)
- Robert Plant – Heaven Knows (Kamera: Steve Tickner)
- Suzanne Vega – Luka (Kamera: Dariusz Wolski)

### Viewer’s Choice
INXS – Need You Tonight/Mediate
- George Harrison – When We Was Fab
- Bruce Springsteen – Tunnel of Love
- U2 – I Still Haven’t Found What I’m Looking For
- U2 – Where the Streets Have No Name

### Video Vanguard Award
Michael Jackson

## Liveauftritte
- Rod Stewart – Forever Young
- Jody Watley – Some Kind of Lover
- Aerosmith – Dude (Looks Like a Lady)
- Elton John – I Don't Wanna Go on with You Like That (live aus Miami)
- Depeche Mode – Strangelove
- Crowded House – Better Be Home Soon
- Michael Jackson – Bad (live from London)
- Cher – Main Man
- The Fat Boys (featuring Chubby Checker) – Louie Louie/The Twist
- Guns N' Roses – Welcome to the Jungle
- INXS – New Sensation

## Auftritte
- David Coverdale und Tawny Kitaen – präsentierten Best Group Video
- Jim Turner (als Randee of the Redwoods) und Kevin Seal – traten vor Werbepausen auf
- Ken Ober – trat vor Werbepausen auf
- Paul Reiser – Stand-Up-Routine und Ankündigung von Jody Watley
- Eric Roberts und Teri Garr – präsentierten Best Video from a Film
- Bryan Ferry und Melanie Griffith – präsentierten Breakthrough Video
- Crowded House – präsentierten Best New Artist in a Video
- Bobby McFerrin – erklärte die Regeln des VMAs
- Elvira, Mistress of the Dark, und Magic Johnson – präsentierten Best Concept Video
- DJ Jazzy Jeff & The Fresh Prince und Justine Bateman – präsentierten Best Stage Performance in a Video
- Jim Turner (als Randee of the Redwoods) – trat vor Werbeunterbrechungen auf
- Peter Gabriel – präsentierte Video Vanguard Award
- Adam Curry und Kevin Seal – präsentierten die technischen Kategorien
- Suzanne Vega und Robert Downey Jr. – präsentierten Best Direction in a Video
- Sam Kinison – trat mit einem Stand-Up auf und kündigte Guns N' Roses an
- Julie Brown und Downtown Julie Brown – präsentierten Best Choreography in a Video
- The Bangles – präsentierten Best Male Video
- Penn & Teller – traten als Zauberkünstler auf
- Cyndi Lauper und Rod Stewart – präsentierten Viewer's Choice
- Aerosmith – präsentierten Best Female Video
- Cher – präsentierte Video of the Year (zusammen mit Arsenio Hall)